# Ottokar Novacek
Ottokar Eugen Novaček (en húngaro: Nováček Ottokár Jenő, en checo: Otakar Evžen Nováček; Fehertemplom, 13 de mayo de 1866 — Nueva York, 3 de febrero de 1900) fue un violinista y compositor húngaro.

## Vida
Novacek fue un gran violinista que inició sus estudios con su padre Martin Joseph Novacek. Más adelante, entre 1880 y 1883, estudió con Jacob Dont en Viena, y después con Henry Schradieck y Adolf Brodsky en la Universidad de Leipzig. En 1885 ganó el premio Mendelssohn en el conservatorio de esta misma ciudad. No sólo tocó en la Gewandhaus de Leipzig, sino que formó parte del Cuarteto Brodsky (1884), junto con Hans Sitt, Leopold Grützmacher y el propio Adolph Brodsky, hasta 1891. En este último tocó como segundo violín y, más adelante, como viola. Tras su estancia en Leipzig, emigró a los Estados Unidos de América, donde formó parte de la Orquesta Sinfónica de Boston bajo la batuta de Arthur Nikisch (1891). A su vez fue el primer viola de la Orquesta Sinfónica Damrosch, en Nueva York, desde 1892, y tocó con el reformado cuarteto Brodsky. En 1899, debido a una dolencia cardíaca, se vio obligado a dejar la interpretación. Por ello, escribió a Brodsky, siendo sus cartas bastante tristes, pidiéndole dinero con el objetivo de tomarse un año libre para componer. Meses después moriría.

## Obra
Influenciado por los grandes compositores de finales del diecinueve, combina ingenio y patetismo en las fascinantes piezas interpretadas hoy día. Entre sus obras se incluyen:
- Un concierto para piano (1984)
- Tres cuartetos para cuerda (publicados en 1890, 1898 y 1904)
- Ocho caprichos concertantes para violín y piano Op. 5 (1896). Al cual pertenece el Capricho n.° 4 Perpetuum Mobile para violín y orquesta, por el cual es más conocido.
- Seis canciones sobre escritos de Tolstoi.